# Condado de Boyd (Kentucky)
El condado de Boyd (en inglés: Boyd County) es un condado en el estado estadounidense de Kentucky. En el censo de 2000 el condado tenía una población de 49.752 habitantes. Forma parte del área metropolitana de Huntington–Ashland. La sede de condado es Catlettsburg. El condado fue formado en 1860 a partir de  porciones de los condados de Carter, Greenup y Lawrence. Fue el 107° condado de Kentucky en ser fundado. Fue nombrado en honor a Linn Boyd, un congresista de Kentucky que sirvió como Presidente de la Cámara de Representantes de los Estados Unidos entre 1851 y 1855.

## Geografía

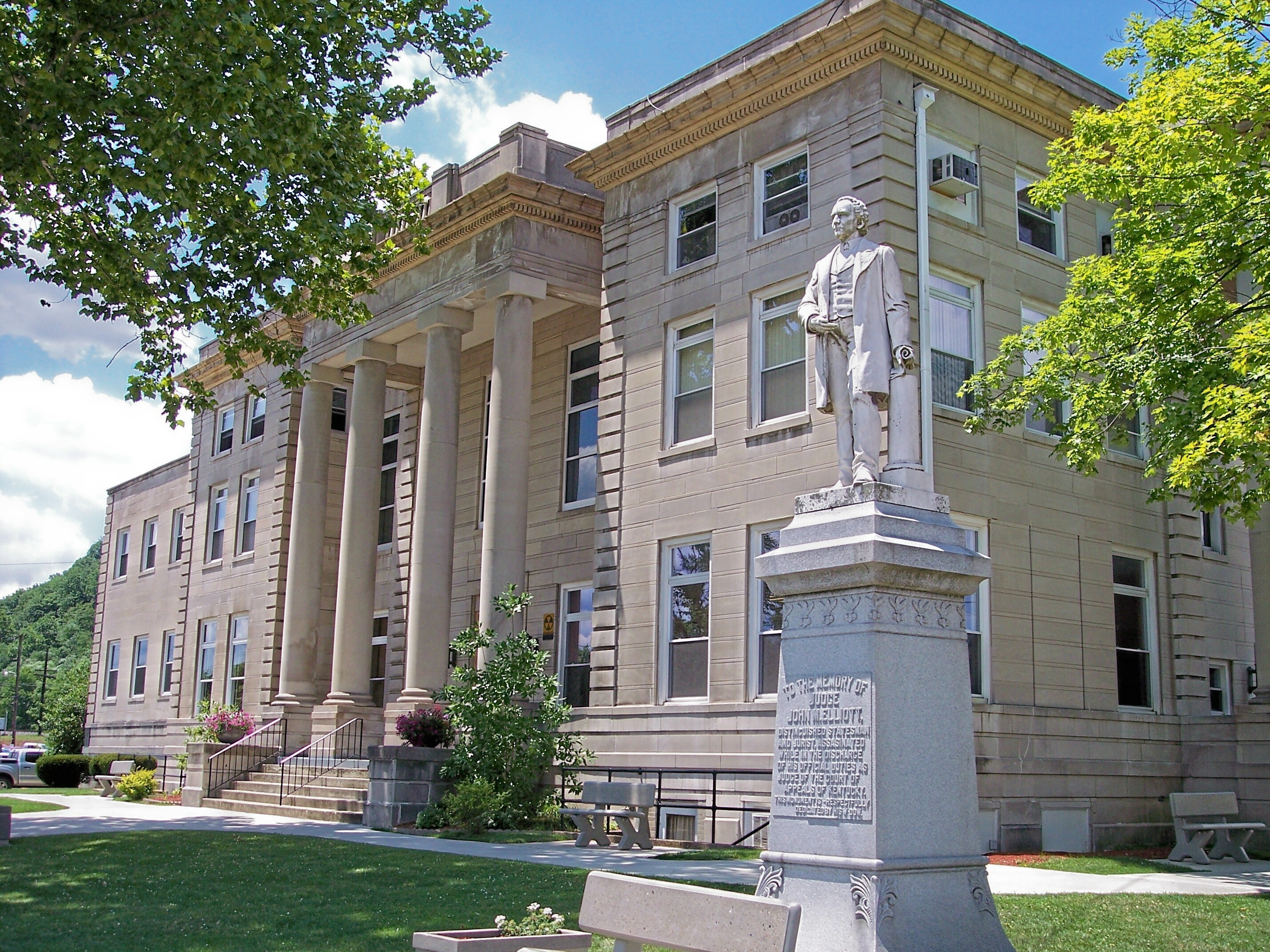
Juzgado del condado de Boyd en Catlettsburg.

Según la Oficina del Censo, el condado tiene un área total de 420 km² (162 sq mi), de la cual 414,8 km² (160 sq mi) es tierra y 5,2 km² (2 sq mi) (1,02%) es agua.

### Condados adyacentes
- Condado de Lawrence, Ohio (noreste)
- Condado de Wayne, Virginia Occidental (este)
- Condado de Lawrence (sur)
- Condado de Carter (oeste)
- Condado de Greenup (noroeste)

## Demografía
En el  censo de 2000, hubo 49.752 personas, 20.010 hogares y 14.107 familias residiendo en el condado. La densidad poblacional era de 311 personas por milla cuadrada (120/km²). En el 2000 había 21.976 unidades unifamiliares en una densidad de 137 por milla cuadrada (53/km²). La demografía del condado era de 95,97% blancos, 2,55% afroamericanos, 0,16% amerindios, 0,30% asiáticos, 0,14% de otras razas y 0,88% de dos o más razas. 1,12% de la población era de origen hispano o latino de cualquier raza. 
La renta promedio para un hogar del condado era de $32.749 y el ingreso promedio para una familia era de $41.125. En 2000 los hombres tenían un ingreso medio de $35.728 versus $22.591 para las mujeres. La renta per cápita para el condado era de $18.212 y el 15,50% de la población estaba bajo el umbral de pobreza nacional.

## Ciudades y pueblos
- Ashland
- Cannonsburg
- Coalton
- Ironville
- Meads
- Princess
- Rockdale
- Rush
- Summit
- Westwood